# Good Versus Evil
Good Versus Evil (G vs E, puis Good vs. Evil) est une série télévisée américaine en 22 épisodes de 43 minutes, créée par Jonas Pate et Josh Pate, produite notamment par Ronald D. Moore, et diffusée du 18 juillet au 31 octobre 1999 sur USA Network puis du 10 mars au 12 mai 2000 sur Syfy.
En France, cette série a été diffusée à partir du 3 mars 2001 sur Cinéfaz.

## Synopsis
Le journaliste Chandler Smythe est tué par le membre d'un gang, à l'allure de démon. Il se réveille dans ce qui ressemble à une pièce à interrogatoire de la police, où il lui est proposé de rejoindre les Corps, un groupe d'agents du Bien, en lutte contre les Faustiens, leurs équivalents maléfiques et les Morlocks, qui sont des franc-tireurs, anciens Faustiens maintenant libérés de leur allégeance au démon. Il accepte et fait équipe avec Henry McNeil, un afro-américain des années 1970, et patrouille à Las Vegas, qui est un puissant centre d'activité démoniaque.

## Distribution
- Clayton Rohner : Chandler Smythe
- Richard Brooks : Henry McNeil
- Marshall Bell : Ford Plasko
- Tony Denman : Ben Smythe
- Blake Heron : Dellus
- Dominic Keating : Sergei Draskovic
- Kristin Minter : Annalise

## Épisodes

### Première saison (1999)
1. titre français inconnu (Orange Volvo)
2. titre français inconnu (Men Are From Mars, Women Are Evil)
3. titre français inconnu (Buried)
4. titre français inconnu (Gee Your Hair Smells Evil)
5. titre français inconnu (Airplane)
6. titre français inconnu (Evilator)
7. titre français inconnu (To Be or Not To Be Evil)
8. titre français inconnu (Choose Your Own Evil)
9. titre français inconnu (Sunday Night Evil)
10. titre français inconnu (Lady Evil)
11. titre français inconnu (Cliffhanger)

### Deuxième saison (2000)
1. titre français inconnu (Nurse Evil)
2. titre français inconnu (Renunciation)
3. titre français inconnu (Immigrant Evil)
4. titre français inconnu (Ambulance Chaser)
5. titre français inconnu (Wonderful Life)
6. titre français inconnu (Love Conquers Evil)
7. titre français inconnu (Cougar Pines)
8. titre français inconnu (M is for Morlock)
9. titre français inconnu (Relic of Evil)
10. titre français inconnu (Portrait of Evil)
11. titre français inconnu (Underworld)

## Récompenses
Nominations
- Saturn Award 2000 :
  - Nomination au Saturn Award de la meilleure série